# Rada Państwa NRD

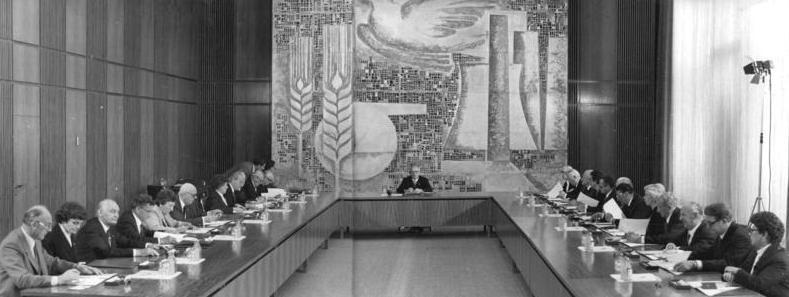
Posiedzenie Rady w dniu 25 czerwca 1981. W środku Erich Honecker

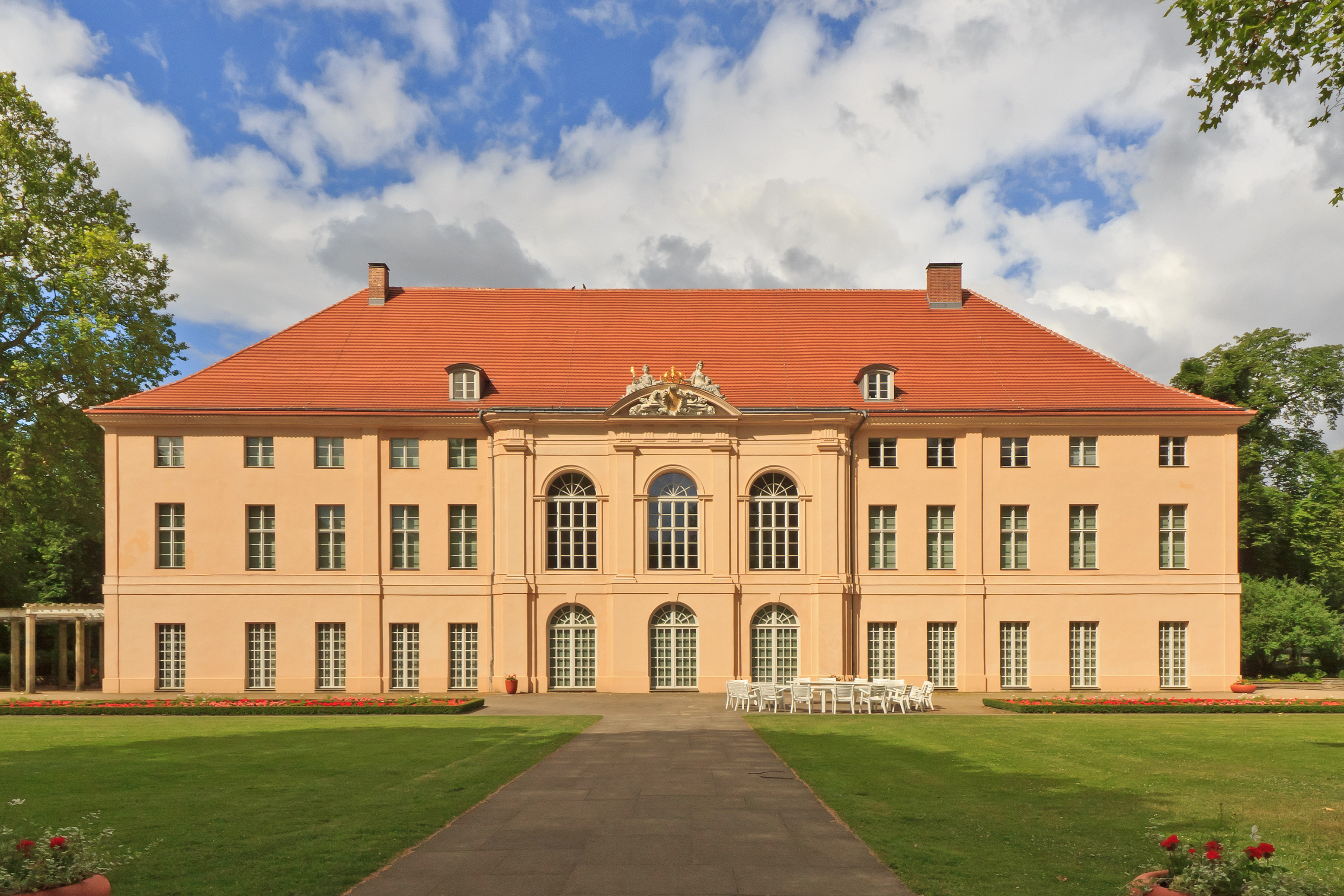
Pierwotna siedziba Rady: pałac Schönhausen (1960–1964)

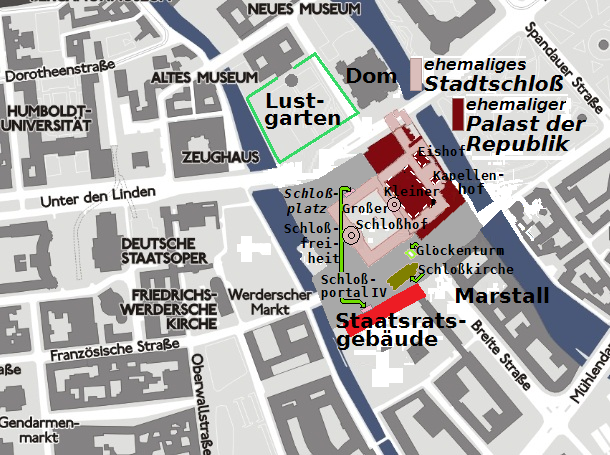
Plan Berlina z zaznaczoną siedzibą Rady Państwa NRD (kolorem czerwonym)

Rada Państwa Niemieckiej Republiki Demokratycznej (niem. Staatsrat der DDR) – kolektywna głowa państwa istniejąca w latach 1960–1990 w NRD. 

## Historia
Radę Państwa powołano na mocy ustawy z 12 września 1960 o powołaniu Rady Państwa (niem. Gesetz über die Bildung des Staatsrates), zmieniającej konstytucję NRD (z 1949) po śmierci pierwszego prezydenta NRD, Wilhelma Piecka. 

## Kształt
Instytucja Rady Państwa nawiązywała kształtem, sposobem wyboru i pełnomocnictwami do podobnej instytucji w Polsce, Bułgarii i na Węgrzech. W jej skład wchodził przewodniczący, jego zastępcy oraz 16 członków i sekretarz. W drodze zwyczaju przyjęło się, że przewodniczącym zostawał I sekretarz SED (poza okresem 1973–1976 i po 1989), a jego zastępcami liderzy 4 partii Frontu Narodowego (LDPD – 2 zastępców, później jeden, NDPD, CDU i DBD po jednym) oraz działacze SED. Według art. 66 ust. 2 konstytucji NRD (wersja z 1968) Przewodniczący Rady Państwa reprezentuje Niemiecką Republikę Demokratyczną w świetle prawa międzynarodowego (niem. Der Vorsitzende des Staatsrates vertritt die Deutsche Demokratische Republik völkerrechtlich), jednak w wyniku zmian w konstytucji z 1974 jego rola została formalnie, choć nie de facto (z powodu łączenia funkcji I sekretarza SED z przewodnictwem w Radzie), zrównana z pozostałymi członkami. Kadencja członków Rady trwała początkowo cztery, od 1974 pięć lat. W wyniku przemian demokratycznych z przełomu 1989 i 1990 Rada Państwa uległa rozwiązaniu na mocy ustawy z 5 kwietnia 1990, a jej funkcje przejęło Prezydium Izby Ludowej wraz z przewodniczącą Izby. Od 5 kwietnia do 2 października 1990 obowiązki głowy państwa NRD pełniła marszałek Izby Ludowej Sabine Bergmann-Pohl.

## Kompetencje
Według art. 66 konstytucji NRD Rada Państwa była "pierwszą osobą w państwie" (po niej następowali formalnie: prezes Rady Ministrów oraz przewodniczący Izby Ludowej). W jej kompetencjach leżało (według art. 66–75):
- rozpisywanie wyborów do Izby Ludowej i innych gremiów przedstawicielskich
- powoływanie członków Narodowej Rady Obrony
- korzystanie z prawa amnestii i łaski
- ratyfikacja traktatów międzynarodowych
- przyjmowanie przedstawicieli dyplomatycznych
- przyznawanie odznaczeń państwowych
- obejmowanie patronatu (niem. Ehrenpatenschaft) nad rodzinami wielodzietnymi
- przyjmowanie petycji od obywateli.

Do 1974 Rada Państwa miała również prawo wydawania dekretów z mocą ustawy oraz rozpatrywania wniosków skierowanych do Izby Ludowej. Dokonywała wykładni konstytucji i ustaw oraz decydowała o zawieraniu traktatów państwowych. W 1974 na skutek konfliktów w łonie SED (związanych z odejściem Waltera Ulbrichta) kompetencji tych Radę pozbawiono.

## Siedziba
Początkowo mieściła się w pałacu Schönhausen, gdzie wcześniej rezydował Wilhelm Pieck. W 1964 oddano do użytku nową siedzibę (niem. Staatsratsgebäude) na placu Marksa i Engelsa w Berlinie (dawny i obecny pl. Zamkowy), która była użytkowana przez Radę Państwa do 1990. Po dokonaniu kapitalnego remontu budynek pełnił rolę siedziby kanclerza Niemiec Gerharda Schrödera (1999-2001). Od 2006 w budynku mieści się Europejska Szkoła Zarządzania i Techniki (European School of Management and Technology).